# Rhytiphora sannio
Rhytiphora sannio är en skalbaggsart som först beskrevs av Newman 1838.  Rhytiphora sannio ingår i släktet Rhytiphora och familjen långhorningar. Inga underarter finns listade i Catalogue of Life.